# Beware the Beast From Below
Chapter 1: Beware the Beast From Below (Capítulo 1: Cuidado con la bestia de las alcantarillas en América Latina, y La Bestia de las Profundidades en España), es el primer episodio de la primera temporada de la serie de televisión animada Scooby-Doo! Misterios, S. A..
El guion principal fue escrito por Mitch Watson, y el guion gráfico fue elaborado por Michael Borkowski y revisado por Joey Mason. La dirección general corrió a cargo de Curt Geda, y el diseño de personajes a cargo de Derrick J. Wyatt y Irineo Maramba. El episodio fue producido por la compañía Warner Bros. Animation, a manera de secuela de la serie original de Hanna-Barbera Productions, Scooby-Doo ¿dónde estás? (1969), y fue el piloto presentado a la cadena Cartoon Network, la cual aprobó la serie para producción, ordenando una temporada de 26 capítulos.
Se estrenó oficialmente en los Estados Unidos el 12 de julio de 2010 por Cartoon Network, aunque un avance se transmitió por dicha cadena el 5 de abril de 2010. En Hispanoamérica y Brasil, la serie se estrenó oficialmente el 6 de marzo de 2011 a las 17:00 a través de Cartoon Network.

## Argumento
Los mejores amigos Fred, Daphne, Shaggy, Vilma y su inseparable compañero Scooby-Doo acaban de resolver un nuevo misterio e intentan celebrarlo, pero son interrumpidos por el Sheriff de Gruta de Cristal (su ciudad natal), que los encarcela por meterse en sus asuntos, reprochándoles por haber resuelto un crimen cuando ese es su trabajo, y diciéndoles burlonamente que ya los ha acusado con sus padres y que ahora están en problemas. Los chicos se van con sus padres y tratan de convencerlos, uno por uno, que los dejen resolver misterios juntos.

Gruta de Cristal se ha ganado el título de "El lugar más encantado de la Tierra" por su historial de escalofriantes apariciones de fantasmas y monstruos, avistamientos de criaturas horribles y otros fenómenos paranormales, pero eso no evita que Scooby y los chicos sientan curiosidad por cada cosa que encuentran en su camino. Muchos turistas visitan el pueblo en busca de presenciar dichos sucesos, y los padres de Vilma, dueños del museo de la ciudad, hacen que ella trabaje guiando a los turistas. Al día siguiente del lío con el Sheriff, en medio de una de estas visitas guiadas al museo, Vilma se cansa y les dice a un par de turistas que todos los monstruos y fantasmas que visitaron la ciudad resultaron ser falsos. El padre de Fred y alcalde del pueblo está tratando que su terco hijo dé el ejemplo no pensando en misterios y siendo responsable. Y tanto los padres de Shaggy como los de Daphne quieren que sus hijos encuentren otros amigos.

Mientras los chicos suben a la Máquina del Misterio y se dirigen a la escuela, unos albañiles que construían en las cercanías de las cuevas debajo de Gruta de Cristal, se topan con una parcela de tierra llena de deshechos radiactivos. Pese a esto continúan cavando, hasta que de pronto una bestia mutante emerge de las profundidades y los trabajadores desaparecen.

A bordo de la camioneta, Vilma intenta que Shaggy no sea tan tímido y sea más romántico con ella, pero él no quiere revelarle aún a nadie que ellos dos son novios, por miedo a como vaya a reaccionar su mejor amigo Scooby. En eso, la bestia mutante se les aparece y los ataca. Freddy decide que un misterio es más importante que ir a la escuela, así que la pandilla sigue al monstruo hasta las cavernas de Gruta de Cristal, donde descubren los cuerpos de los trabajadores petrificados, congelados en una sustancia desconocida. Daphne encuentra un extraño medallón y decide conservarlo.

El Sheriff Stone llega para sacar a los chicos por estar en un área restringida, pero ellos se le enfrentan, Fred roba uno de los cuerpos y escapan en la Máquina del Misterio. Esperando obtener alguna guía, la pandilla le lleva el cuerpo al profesor Emmanuel Raffalo, un maestro de biología en la escuela secundaria Gruta de Cristal. y este les dice que los trabajadores no están muertos, si no en un estado de deshidratación muy grave, congelados en un capullo hecho de un material orgánico desconocido. Al terminar el día, los chicos van a relajarse a "Helados FruitMeirs", una nueva fuente de sodas que abrió hace un par de meses. El dueño es un joven de aspecto alegre llamado Franklin Fruitmeir que ha inventado una nueva clase de raspado. Al notar la cercanía entre sus amigos, Daphne le pregunta a Vilma si está pasando algo entre ella y Shaggy, pero Vilma lo niega y luego se van, dejando a Fred y Daphne solos. Daphne, (que ha estado lanzándole indirectas a Fred para que él sepa que ella está enamorada de él) le invita a dar un paseo, pero Fred está más preocupado por resolver misterios y armar trampas, por lo que se despide y se marcha a su casa. Esa misma noche, el profesor Raffalo desaparece, habiendo sufrido el mismo destino que los trabajadores.

Al día siguiente, los chicos van a animar a un deprimido Fred, que estaba refugiándose en la estación de radio K-Ghoul sintiéndose culpable. De repente, Scooby-Doo descubre que el capullo con el que la bestia congela a sus víctimas está hecho del mismo material que el postre de FruitMeirs, cuyo dueño apareció solo hace dos meses de la nada en el pueblo, y ahora está contratando chicas para que lo ayuden en el negocio. Shaggy y Scooby se disfrazan de chicas (porque Vilma y Daphne no quisieron ir) y así la pandilla se infiltra en la fuente de sodas para buscar pistas. Daphne tropieza y cae en un agujero que conduce a las cuevas de Gruta de Cristal, y los chicos descubren que el hoyo está construido justo sobre el banco de la ciudad. Conociendo ya el objetivo de la bestia, los chicos arman una trampa para atraparla, pero terminan siendo congelados como todos los anteriores. Daphne escapa, mientras los demás se liberan comiendo el postre, y logran capturar al monstruo, rescatando Fred a Daphne en el último momento.

El alcalde y el Sheriff llegan a la escena y todo apunta a que el culpable fue Franklin Fruitmeir. Pero Franklin aparece, diciendo que él fue quien había llamado al Sheriff, lo que significa que la bestia es en realidad... ¡el profesor Emmanuel Raffalo!. Inconforme con lo poco que le pagaban como maestro, Raffalo había descubierto que una de las cuevas de Gruta de Cristal (conectadas a las alcantarillas) estaba justo sobre el banco, así que creó a la bestia para poder cavar hasta él sin que nadie lo molestara, y usó el postre Fruitmeir en sus víctimas para que culparan a Franklin de todo, incluyendo su desaparición. Sin embargo, luego de resolver el misterio, hay una pieza que no encaja: ¿a quién le pertenece el medallón que Daphne encontró? no es del profesor Raffalo, pues este dice nunca haberlo visto. La pregunta queda sin responder, hasta que en la estación de radio, los chicos reciben la llamada de un hombre misterioso conocido como el "Señor E", que les dice que no debieron sacar aquel medallón de las cuevas, pues no saben lo que han liberado: una verdad que debió permanecer oculta, la maldición de Gruta de Cristal ha caído sobre ellos. Ahora, el misterio a penas ha comenzado.